# Tusnádi borvíz
Az újtusnádi vasútállomás és az Olt között, a Bátordi forrás közelében található a tusnádi vizet palackozó üzem.

## Története
Tusnád környékén, az Olt mentén számos, gyógyhatásáról ismert borvízforrás tör fel, helyenként sárga mocsárrá változtatva a folyó árterületét. A borvízforrások körül lápok (Nádas lápja, Középpatak) is keletkeztek az idők folyamán, melyek védett növényeknek és állatoknak adnak otthont. A Nádas lápjában található a ma is létező, a régmúltban nagyon kedvelt népi fürdő, a Nádasfürdő.
Újtusnádon, a vasútállomás közelében tör fel a helyiek  kedvelt borvízforrása, Bátordi vagy más néven Köpe borvíze. Az 1800-as évek végén beindult vasúti közlekedést néhány helyi, élelmesebb gyerekek kihasználta, poharakban, „Friss borvizet vegyenek” felkiáltással kínálva az utazóközönségnek az üdítő borvizet. 
Több hidrogeológiai fúrást követően 1973-ban fejlett palackozóüzemet létesítettek a Bátordi forrás mellett, mely saját iparvágánnyal rendelkezett. A palackozott víz nagy részét vasúti vagonokban szállították el.  Az akkoriban Apemin Tusnád néven ismert palackozó napi termelése 120 000 l borvíz volt. A víz mellett acélpalackokban forgalmazták a nagy mennyiségben feltörő szabad szénsavat is.
A rendszerváltás után magánkézbe került a palackozóüzem. Új tulajdonosa modernizálta, korszerűsítette az üzemet. A borvizet Tusnád néven forgalmazzák, fél, másfél és kétliteres pillepalackokban. 2002-től forgalomba került a borvíz enyhén szénsavas változata is.

## Használata
A több mint negyven éve palackozott Tusnád borvizet gépkocsikon szállítva az egész országban forgalmazzák. A korszerű berendezéseknek köszönhetően a termelés mára elérte a 42 000 l/óra borvizet.

## Jellegzetessége
A tusnádi borvíz kalcium-magnézium-hidrogén-karbonátos, vastalanított ásványvíz.

## Összetétele
| A borvíz vegyi összetétele | 2794 mg/l |
| -------------------------- | --------- |
| Hidrogén-karbonát          | 1460,9    |
| Nátrium                    | 191,3     |
| Kalcium                    | 262,4     |
| Magnézium                  | 105,0     |
| Nitrát                     | 4,0       |
| Minimum CO2                | 2500,0    |